# Dodman Point
Dodman Point è un promontorio della Cornovaglia, Inghilterra, alto 400 piedi (120 m) nei pressi di Mevagissey. 
Un tempo, sulla sua cima, vi era una fortezza, risalente all'Età del ferro. Nell'estremità che si affaccia verso il mare vi è una grande croce di granito, eretta per proteggere le navi da questo promontorio.
A nord-est vi è il piccolo porto e la spiaggia di Gorran Haven.